# Natfara
Natfara (mađ. Gyöngyfa) je selo u južnoj Mađarskoj.
Zauzima površinu od 8,74 km četvorna.

## Zemljopisni položaj
Nalazi se na 45° 58' sjeverne zemljopisne širine i 17° 57' istočne zemljopisne dužine. Királyegyháza je 2 km sjeverno, Sumony je 2 km zapadno-sjeverozapadno, Sedijanaš je 4 km sjeverno-sjeverozapadno, Gredara je 5 km sjeveroistočno, Tišnja je 7 km istočno, Magyarmecske je 1 km jug-jugoistočno, Magyartelek je 2 km jugoistočno, Kisasszonyfa je 3,5 km jugoistočno, Gilvánfa je 3 km južno-jugoistočno, a Okrag je 6 km jugozapadno. Sumonjski ribnjak je 3 km zapadno.

## Upravna organizacija
Upravno pripada Selurinačkoj mikroregiji u Baranjskoj županiji. Poštanski broj je 7954. 

## Promet
2 km sjeverno i zapadno od sela prolazi željeznička prometnica Selurinac-Šeljin.

## Stanovništvo
Natfara ima 153 stanovnika (2001.). Većina su Mađari. Polovica su rimokatolici, a četvrtina su kalvinisti.

## Vanjske poveznice
- Natfara na fallingrain.com